# Mandevilla spigeliiflora
Mandevilla spigeliiflora är en oleanderväxtart som först beskrevs av Stadelm., och fick sitt nu gällande namn av R. E. Woodson. Mandevilla spigeliiflora ingår i släktet Mandevilla och familjen oleanderväxter. Inga underarter finns listade i Catalogue of Life.